# 210350 Mariolisa
210350 Mariolisa è un asteroide della fascia principale. Scoperto nel 2007, presenta un'orbita caratterizzata da un semiasse maggiore pari a 2,6428970 UA e da un'eccentricità di 0,1541796, inclinata di 12,39839° rispetto all'eclittica.